# Wallkill
Wallkill est une ville du Comté d'Orange, dans l'État de New York, aux États-Unis. Elle comptait 27 426 habitants au recensement de 2010.

## Source
- (en) Cet article est partiellement ou en totalité issu de l’article de Wikipédia en anglais intitulé « Wallkill, Orange County, New York » (voir la liste des auteurs).